# Орора Сатоси
Анато́лий Вале́рьевич Миха́ханов (26 апреля 1983, Заиграево, Бурятская АССР, СССР), известный как Орора́ Сато́си (яп. 大露羅 敏) — профессиональный борец сумо.
В российских источниках иногда упоминается как Аврора. Сикону можно перевести как «Северное сияние». Первоначально именовался Орора́ Мицу́ри, сменил сикону на Орора Сатоси в конце 2009 года.
Самый тяжёлый борец сумо за всю историю с максимальным весом 293 кг в 2018 году.

## Биография
Анатолий Михаханов родился 26 апреля 1983 года в Заиграево (Бурятия). Родители — Валерий Обогоевич, по специальности ветеринарный врач и Дулсан Бадмаевна, налоговый инспектор.
С детства отличался исключительными, выходящими далеко за норму размерами и массой — в первом классе весил 120 кг, в 16 лет — под 200 кг при росте 191 см. Дома спал на полу, в школе занимал целую парту. Его родители особыми физическими качествами не выделяются, однако весьма крупные люди в родне бывали.
В 1999 году Зоригто Саханов, руководитель российско-японского проекта «Международный центр инноваций и технологий», уговорил семью переехать в Санкт-Петербург, чтобы заниматься у серьёзного тренера. В ноябре 1999 года Анатолий поступил в токийскую школу сумо Китаноуми-бэя (en:Kitanoumi stable), основатель и главный тренер — Китаноуми Тосимицу), после смерти основателя сменившую название на Ямахибики.
Первый профессиональный сумоист российского происхождения.

### После отставки
В 2019 году Анатолий Михаханов снялся в музыкальном клипе детской вокальной студии «Мунгэн хонхонууд». Презентация клипа была намечена на 31 июля 2019 года.
Примет участие в съёмках фильма «Золото империи» режиссёра Юрия Ботоева.

## Краткое описание карьеры

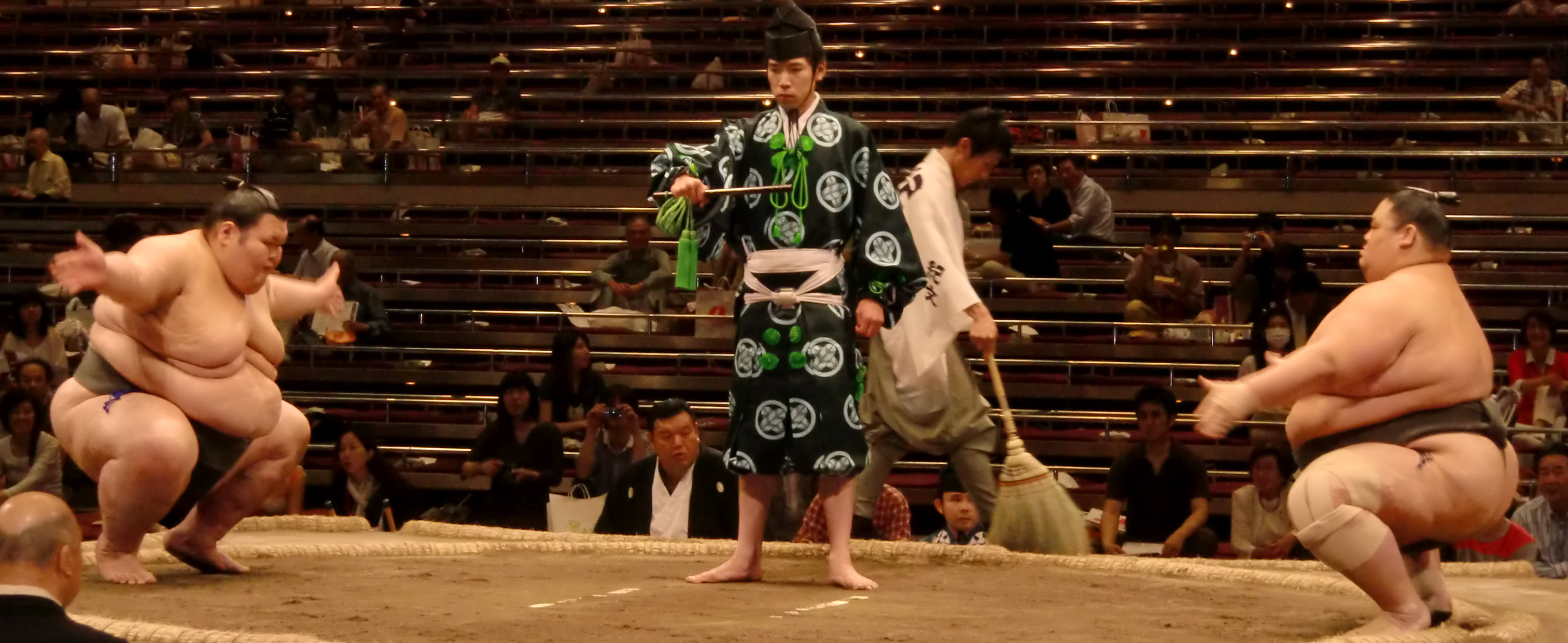
Поединок Орора (слева) и Кайновака (справа), сентябрь 2009 года

Дебютировал в марте 2000 года, высшее достижение — Макусита-43, третья по силе лига. Это означает, что он так и не достиг статуса сэкитори, то есть, настоящего профессионала из двух сильнейших лиг дзюрё и макуути, и остался учеником высокого класса, но не мастером.
Хакуродзан предполагает, что причина такого умеренного успеха при таких физических данных — полное отсутствие серьёзного спортивного опыта при дебюте, и быстрый набор чрезмерного веса. Обычно дебютант уже имеет некоторый опыт, полученный на соревнованиях школьного, университетского или иного любительского уровня, а вес набирает постепенно по мере роста мастерства. Яркий пример такого борца — Хакухо, который происходит из борцовской семьи и дебютировал легковесом.
В то же время, Орора, будучи первопроходцем, сильно помог в адаптации и прогрессе Рохо и Хакуродзану.
В сентябре 2018 года объявил о завершении карьеры сумоиста.
В октябре 2018 года вернулся на родину в Бурятию.

## Рекордный боевой вес[18]
В марте 2010 года он, с весом 262 кг, был вторым по боевому весу действующим сумоистом мира. Первым был Ямамотояма, самый тяжелый японец, самый тяжёлый сэкитори, c весом 266 кг. Однако весной 2011 года Ямомотояма был уволен по подозрению в организации договорных поединков. Такой вес вплотную приближает Орора к знаменитому тяжеловесу Конисики. По состоянию на лето 2012 года, его вес вырос до 273 кг.
Перед Аки басё 2017 года вес Анатолия достиг 289 кг, что сделало его самым тяжёлым борцом сумо в истории .

## Результаты[18]
| Год в сумо | Январь Хацу басё, Токио    | Март Хару басё, Осака                            | Май Нацу басё, Токио      | Июль Нагоя басё, Нагоя   | Сентябрь Аки басё, Токио           | Ноябрь Кюсю басё, Фукуока |
| --- | -------------------------- | ------------------------------------------------ | ------------------------- | ------------------------ | ---------------------------------- | ------------------------- |
| 2000 | x                          | (Маэдзумо)                                       | Дзёнокути #20 востока 3–4 | Дзёнокути #23 запада 6–1 | Дзёнидан #75 востока 2–5           | Дзёнидан #99 востока 4–3  |
| 2001 | Дзёнидан #75 востока 3–4   | Дзёнидан #89 востока 4–3                         | Дзёнидан #65 запада 3–4   | Дзёнидан #78 запада 3–4  | Дзёнидан #95 востока 6–1           | Дзёнидан #17 востока 3–4  |
| 2002 | Дзёнидан #35 запада 4–3    | Дзёнидан #14 востока 4–3                         | Сандаммэ #94 запада 2–5   | Дзёнидан #16 запада 2–5  | Дзёнидан #50 востока 6–1           | Сандаммэ #85 востока 5–2  |
| 2003 | Сандаммэ #56 запада 3–4    | Сандаммэ #74 запада Пропустил из-за травмы 0–0–7 | Дзёнидан #34 запада 5–2   | Сандаммэ #98 запада 2–5  | Дзёнидан #31 запада 5–2            | Сандаммэ #96 запада 4–3   |
| 2004 | Сандаммэ #74 востока 3–4   | Сандаммэ #89 запада 4–3                          | Сандаммэ #70 запада 4–3   | Сандаммэ #52 запада 1–6  | Сандаммэ #92 запада 6–1            | Сандаммэ #34 востока 3–4  |
| 2005 | Сандаммэ #47 запада 4–3    | Сандаммэ #31 востока 4–3                         | Сандаммэ #19 востока 4–3  | Сандаммэ #9 востока 2–5  | Сандаммэ #33 востока 4–3           | Сандаммэ #17 запада 4–3   |
| 2006 | Сандаммэ #4 востока 2–5    | Сандаммэ #24 востока 2–5                         | Сандаммэ #50 запада 5–2   | Сандаммэ #20 востока 2–5 | Сандаммэ #49 запада 5–2            | Сандаммэ #20 востока 4–3  |
| 2007 | Сандаммэ #7 запада 3–4     | Сандаммэ #24 востока 4–3                         | Сандаммэ #10 востока 3–4  | Сандаммэ #22 запада 3–4  | Сандаммэ #38 востока 5–2           | Сандаммэ #13 запада 5–2   |
| 2008 | Макусита #53 востока 2–5   | Сандаммэ #10 запада 1–6                          | Сандаммэ #44 запада 5–2   | Сандаммэ #19 запада 5–2  | Макусита #58 востока 4–3           | Макусита #48 запада 1–6   |
| 2009 | Сандаммэ #21 запада 5–2    | Макусита #58 запада 3–4                          | Сандаммэ #12 востока 5–2  | Макусита #50 востока 3–4 | Сандаммэ #6 запада 1–6             | Сандаммэ #42 востока 3–4  |
| 2010 | Сандаммэ #59 запада 4–3    | Сандаммэ #43 востока 6–1                         | Макусита #55 запада 1–6   | Сандаммэ #27 запада 4–3  | Сандаммэ #14 запада 2–5            | Сандаммэ #36 запада 4–3   |
| 2011 | Сандаммэ #23 запада 3–4    | Отмена басё 0–0–15                               | Сандаммэ #41 востока 4–3  | Сандаммэ #16 запада 5–2  | Макусита #58 востока 5–2           | Макусита #43 востока 2–5  |
| 2012 | Сандаммэ #4 запада 1–6     | Сандаммэ #39 запада 3–4                          | Сандаммэ #56 запада 5–2   | Сандаммэ #26 запада 3–4  | Сандаммэ #43 востока 5–2           | Сандаммэ #16 востока 2–5  |
| 2013 | Сандаммэ #42 востока 3–4   | Сандаммэ #57 востока 5–2                         | Сандаммэ #29 востока 3–4  | Сандаммэ #43 востока 4–3 | Сандаммэ #30 востока 5–2           | Сандаммэ #5 запада 4–3    |
| 2014 | Макусита #54 востока 2–5   | Сандаммэ #16 запада 2–5                          | Сандаммэ #46 востока 3–4  | Сандаммэ #62 востока 6–1 | Сандаммэ #8 востока 3–4            | Сандаммэ #25 востока 4–3  |
| 2015 | Сандаммэ #12 запада 4–3    | Сандаммэ #2 востока 2–5                          | Сандаммэ #33 запада 2–5   | Сандаммэ #57 запада 5–2  | Сандаммэ #28 запада 2–5            | Сандаммэ #58 востока 4–3  |
| 2016 | Сандаммэ #40 востока 2–5   | Сандаммэ #70 востока 2–5                         | Сандаммэ #94 востока 5–2  | Сандаммэ #59 запада 4–3  | Сандаммэ #41 востока 3–4           | Сандаммэ #57 востока 4–3  |
| 2017 | Сандаммэ #38 запада 4–3    | Сандаммэ #27 востока 2–5                         | Сандаммэ #59 востока 3–4  | Сандаммэ #80 запада 3–4  | Дзёнидан #1 запада 3–4             | Дзёнидан #13 востока 5–2  |
| 2018 | Сандаммэ #77 востока 0–2–5 | Дзёнидан #28 востока 2–5                         | Дзёнидан #61 востока 4–3  | Дзёнидан #35 востока 4–3 | Дзёнидан #12 запада Отставка 1–6–0 | x                         |
| Результат приведен как победил-проиграл-снялся Победа Малый кубок Отставка Не выступал в макуути Специальные призы: Д=За боевой дух (Канто-сё); В=За выдающееся выступление (Сюкун-сё); Т=За техническое совершество (Гино-сё) Ещё показаны: ★=Кимбоси; P=Участие в дополнительном финале Лиги: Макуути — Дзюрё — Макусита — Сандаммэ — Дзёнидан — Дзёнокути Ранги макуути: Ёкодзуна — Одзэки — Сэкивакэ — Комусуби — Маэгасира |                            |                                                  |                           |                          |                                    |                           |

## Интересные факты
- Он любит ездить на велосипеде, велосипед у него специальный, способный выдержать такой вес[3].
- Приехав домой на побывку, он ездил мыться в город — в свою баню он не помещается[3].
- Газета «Комсомольская правда» в своей публикации вполне серьёзно объявила Анатолия «Чемпионом Японии по сумо» после его перехода, только по результатам поединков (без победы в лиге), из четвёртой лиги сандамме в третью по значимости лигу макусита[21].
- В январе 2012 года проиграл восемнадцатилетнему борцу Охара при почти четырехкратном превосходстве в весе[22].
- Имеет в активе победу над будущим ёкодзуной и рекордсменом по числу выигранных Императорских кубков Хакухо Сё 18 сентября 2001 года, когда оба они выступали в пятом дивизионе дзёнидан. Это была их единственная схватка[23].